# Ernst Hendrik Buchner

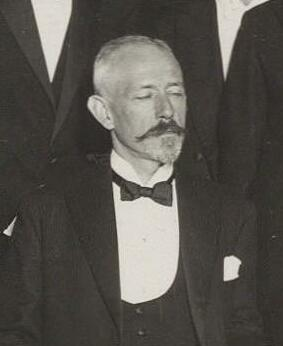
Ernst Hendrik Buchner (1931)

Ernst Hendrik Buchner, anfangs Ernst Hendrik Büchner (* 2. Mai 1880 in  Amsterdam; † 5. April 1967 in Arnhem) war ein niederländischer Chemiker.

## Leben
Buchner wurde 1905 an der Universität Amsterdam bei Hendrik Willem Bakhuis Roozeboom promoviert (Gedeeltelijke mengbaarheid van vloeistoffen bij stelsels van koolzuur en eene tweede stof; deutsch: Teilmischbarkeit von Flüssigkeiten in Kohlensäuresystemen und einer zweiten Substanz). 1909 wurde er Privatdozent, 1919 Lektor und 1946 außerordentlicher Professor für propädeutische allgemeine und anorganische Chemie an der Universität Amsterdam. 1950 ging er in den Ruhestand.
Buchner befasste sich unter anderem mit Radiochemie, insbesondere am Beginn seiner Karriere.
Er war Bearbeiter der 20./21. Auflage des Lehrbuchs der Anorganischen Chemie von Arnold F. Holleman und Egon Wiberg/Nils Wiberg.

## Schriften
- De leer der kolloieden, Den Haag 1944
- mit A. J. Rutgers: Molekulen, atomen en atoomkernen, Amsterdam, Antwerpen 1947